# Leonardo Martín Sánchez
Leonardo Martín Sánchez Cohener (Ybycuí, Paraguarí, Paraguay; 27 de enero de 2000) es un futbolista paraguayo. Juega como Extremo y también de Delantero.

## Trayectoria

### Olimpia
Debutó el 18 de junio de 2017, contra el Club Sol de América por el Torneo Apertura 2017.

## Selección nacional

### Juveniles

#### Participaciones en Juveniles
| Competición                            | Sede  | Resultado        | Partidos | Goles |
| -------------------------------------- | ----- | ---------------- | -------- | ----- |
| Campeonato Sudamericano Sub-17 de 2017 | Chile | Tercer lugar     | 9        | 4     |
| Copa Mundial de Fútbol Sub-17 de 2017  | India | Octavos de final | 3        | 1     |

## Clubes
| Club                   | País     | Año       |
| ---------------------- | -------- | --------- |
| Olimpia                | Paraguay | 2017-2020 |
| → Huachipato (cedido)  | Chile    | 2019      |
| → San Lorenzo (cedido) | Paraguay | 2019      |
| → Feirense (cedido)    | Portugal | 2020      |
| Barnechea              | Chile    | 2022      |
| Deportes Limache       | Chile    | 2023      |

## Estadísticas

### Clubes
Actualizado el 13 de julio de 2018.
| Club                  | Temporada | Liga     | Liga  | Copa Nacional | Copa Nacional | Copa Internacional | Copa Internacional | Total    | Total |
| Club                  | Temporada | Partidos | Goles | Partidos      | Goles         | Partidos           | Goles              | Partidos | Goles |
| --------------------- | --------- | -------- | ----- | ------------- | ------------- | ------------------ | ------------------ | -------- | ----- |
| Club Olimpia Paraguay |           |          |       |               |               |                    |                    |          |       |
| 2017                  | 2         | 0        | -     | -             | 0             | 0                  | 2                  | 0        |       |
| Total                 | 2         | 0        | -     | -             | 0             | 0                  | 2                  | 0        |       |

## Palmarés

### Campeonatos nacionales
| Título           | Club             | País  | Año  |
| ---------------- | ---------------- | ----- | ---- |
| Segunda División | Deportes Limache | Chile | 2023 |